# Coppa Intercontinentale 2003 (calcio)
La Coppa Intercontinentale 2003 (denominata anche Toyota Cup 2003) è stata la quarantaduesima edizione del trofeo riservato alla squadra vincitrice della UEFA Champions League e alla squadra vincitrice della Coppa Libertadores. Fu vinta dal Boca Juniors, al suo terzo titolo di campione del mondo.

## Avvenimenti
La rappresentante del Sud America è ancora il Boca Juniors, alla sua terza apparizione negli ultimi quattro anni. Questa volta di fronte ci sono gli italiani del Milan, che ritrovano così l'allenatore Carlos Bianchi, il quale sconfisse i rossoneri nove anni prima quando sedeva sulla panchina del Vélez Sarsfield. Dopo una prima fase di studio il Milan passa in vantaggio al primo tentativo: il lancio di Pirlo viene controllato da Tomasson che in velocità batte Abbondanzieri. Cinque minuti dopo Matías Donnet, due anni prima giocatore del Venezia, mette in rete un cross di Iarley. La partita prosegue senza gol nonostante il Milan ci provi nuovamente: un tiro di Kakà viene respinto dal palo, mentre un colpo di testa di Inzaghi, subentrato a Tomasson, si insacca alla spalle di Abbondanzieri, ma l'arbitro non convalida per fuorigioco. Si arriva fino ai calci di rigore, che vedono la vittoria del Boca. È il terzo titolo per il Boca Juniors e terzo personale anche per l'allenatore Bianchi. 
Nel 2017, la FIFA ha equiparato i titoli della Coppa del mondo per club e della Coppa Intercontinentale, riconoscendo a posteriori anche i vincitori dell'Intercontinentale come detentori del titolo ufficiale di "campione del mondo FIFA", inizialmente attribuito soltanto ai vincitori della Coppa del mondo per club.

## Tabellino
| Arbitro: | Valentin Ivanov |

| |                      | |
| Donnet 29’ | Marcatori            | 23’ Tomasson |
| Schiavi Battaglia Donnet Cascini | Tiri di rigore 3 – 1 | Pirlo Rui Costa Seedorf Costacurta |
| · Abbondanzieri 1 · 6’ Perea 14 · Schiavi 2 · Burdisso 6 · Rodríguez 3 · Cagna 8 · Cascini 22 · Battaglia 5 · Donnet 18 · 73’ Schelotto 7 · Iarley 10 · A disposizione: · 73’ Tévez 9 | Formazioni           | · 12 Dida · 2 Cafu 61’ · 19 Costacurta · 26 Pancaro · 3 Maldini · 8 Gattuso 102’ · 21 Pirlo · 20 Seedorf · 22 Kaká 19’ 77’ · 7 Ševčenko · 15 Tomasson 69’ · A disposizione: · 9 Inzaghi 69’ · 10 Rui Costa 77’ · 23 Ambrosini 102’ |
| Bianchi | Allenatori           | Ancelotti |

| Boca Juniors | Milan |